# Red Circle Authors
Red Circle Authors ist ein britischer Verlag mit Sitz in London, der sich auf japanische Belletristik spezialisiert hat.

## Hintergrund
Red Circle Authors wurde 2016 von Richard Nathan und Koji Chikatani gegründet mit dem Ziel, Japans beste Belletristik im Ausland bekannter zu machen. Die Gutai group war die Inspiration zur Gründung von Red Circle Authors.
Die Red Circle Autoren umfassen aktuell Kazufumi Shiraishi, Fuminori Nakamura, Mitsuyo Kakuta, Takuji Ichikawa und Roger Pulvers.
Momentan sind nur eine geringe Anzahl der Werke von Red Circle Autoren außerhalb Japans in Übersetzung erhältlich, obwohl sie in Japan zahlreiche Literaturpreise gewonnen haben, zum Beispiel den Naoki Prize (Mitsuyo Kakuta 2005, Kazufumi Shiraishi 2010) und den Akutagawa Prize (Fuminori Nakamura 2005); und viele Werke bereits in Film- und Fernsehversionen veröffentlicht wurden.
Einige der Autoren der Gruppe haben bereits eine gute Reputation in Asien aufgebaut (in China, Taiwan, Korea, und Thailand, unter anderem) und verzeichnen erste Erfolge bei internationalen Literaturpreisen. Fuminori Nakamura, zum Beispiel, gewann den David L. Goodis Preis im Jahr 2014.

## Imprint und Serie
Red Circle Authors publiziert unter dem Imprint Red Circle.
Red Circle Authors startete dieses Imprint und das Verlagsprogramm am 23. November 2018 mit der Publikation der ersten Serie Red Circle Minis und der Auslieferung der ersten drei Minis:
Stand-In Companion von Kazufumi Shiraishi, Backlight von Kanji Hanawa und Tokyo Performance von Roger Pulvers.
Rezensenten beschrieben die Werke als eine Hommage an textliche Kürze in Buchform, eine lange bestehende Tradition in Japan.

## Aktivitäten
Red Circle Authors wird von London aus verwaltet. Die Gruppe unterhält ebenfalls ein Büro in Tokyo. Die Gruppe bewirbt die sorgfältig kuratierte Auswahl von japanischen und in Japan angesiedelten Autoren in der internationalen Verlagswelt und Leserschaft.
Zusätzlich zum Buchprogramm veröffentlicht Red Circle auch ein Magazin auf der Website The Circle, wo Neuigkeiten, Analysen und Meinungen zu Themen der japanischen Literatur, Kultur, der Buchindustrie und dem Verlagswesen angeboten werden.